# Moses Mabhida Stadium
Moses Mabhida Stadium nazwany na cześć Mojżesza Mabhida byłego generalnego sekretarza SACP, jest światowej klasy wielofunkcyjnym stadionem w Durbanie, RPA. 
Stadion był jednym z dziesięciu obiektów MŚ 2010. Obiekt ma zaplanowaną pojemność na 70 000 widzów podczas Mistrzostw Świata a 54 000 po zakończeniu. Moses Mahbida Stadium został zbudowany na miejscu Kings Park Stadium w Kings Park Sporting Precinct. Jako część planów na MŚ 2010, miasto Durban postanowiło końcem 2006 roku zburzyć Kings Park Stadium pod przyszłą budowę Moses Mahbida Stadium wraz z muzeum sportowym i metrem.

## Specyfikacja stadionu
Stadion jest budowany w Kings Park Sporting Precinct, Durban. Maksymalna pojemność stadionu wyniesie 70 000 widzów podczas MŚ 2010, projekt obejmuje redukcję miejsc do 54 000 dla lokalnych zespołów piłkarskich. Jest też możliwość zwiększenia pojemności do 80 000 dla możliwie przyszłych IO.

### Wymiary
Stadion: 320m x 280m x 45m

### Łuk
Ma długość 350 m i 105 m wysokości, łuk ma za zadanie utrzymywać strop stadionu, szczyt łuku znajduje się na wysokości 106 m nad boiskiem. Łuk wykonany jest ze stalowego prostokąta o wymiarach 5 x 5 m z łączną wagą 2 600 ton. Kolej linowa (nie wagonik kolejki linowej w ścisłym znaczeniu tego słowa), za pomocą łuku kibice będą mogli od północy stadionu wejść po 550 schodach na platformę widokową na szczycie konstrukcji i podziwiać panoramiczne widoki na miasto i ocean.

### Dach
Dach stadionu ma powierzchnię 46,000 metrów kwadratowych, wykonany jest częściowo z teflonu oraz z włókna szklanego, które tworzą przeźroczystą błonę. Dach jest przymocowany do łuku za pomocą stalowych lin o średnicy 95 mm o łącznej długości 17 kilometrów.

### Konstrukcja
Do konstrukcji stadionu wykorzystano 1750 pali z czego 216 zostało wbitych do gruntu. Wykorzystano także 1780 prefabrykatów betonowych do konstrukcji ścian.

### Fasada
Fasada została wykonana z aluminiowych płyt o łącznej powierzchni 15 000 m². Płyty zostały przymocowane do głównych 100 pali konstrukcyjnych.

### Program budowy
Po rozbiórce istniejącego Kings Park Stadium zaczęto budować Moses Mabhida Stadium łącznym kosztem 2,5 mld ZAR. Dnia 20 lutego 2008 r. ogłoszono, że stadion jest ukończony w 30%, zaś na początku stycznia 2009 r. zaczęto montować łuk konstrukcyjny.
- 2006-07-25 zakończenie rozbiórki starego stadionu.
- 2007-04-01 rozpoczęcie budowy Moses Mabhida Stadium.
- 2008-03-20 rozpoczęcie konstrukcji ścian.
- 2009-01-13 zakończenie konstrukcji stadionu.
- 2009-01-01 rozpoczęto montowanie aluminiowej fasady.
- 2009-08-01 rozpoczęto olinowanie dachu i montowanie membrany.

## MŚ 2010
Na Moses Mabhida Stadium rozegrane zostały następujące mecze: (5 meczów grupowych, 1 mecz drugiej rundy, 1 ćwierćfinał, i 1 półfinał). Pojawiły się pogłoski i pytania czy rzeczywiście Durban potrzebował nowego stadionu na MŚ 2010, czy nie wystarczyło rozegrać meczów na starym Kings Park Stadium, którego można było zmodernizować.